# Halterofília als Jocs Olímpics d'estiu de 1960
Als Jocs Olímpics d'Estiu de 1960 celebrats a la ciutat de Roma (Itàlia) es disputaren set proves d'halterofília, totes elles en categoria masculina. Les proves es realitzaren el dia 7 de setembre de 1960 al Palazzetto dello sport de la ciutat de Roma.
Participeren un total de 172 halters de 53 comitès nacionals diferents.

## Resum de medalles
| Prova     | Or                | Argent           | Bronze               |
| – 56 kg   | Charles Vinci     | Yoshinobu Miyake | Esmaeil Elmkhah      |
| – 60 kg   | Yevgeni Minaev    | Isaac Berger     | Sebastiano Mannironi |
| – 67.5 kg | Viktor Bushuev    | Tan Howe Liang   | Abdul Wahid Aziz     |
| – 75 kg   | Aleksandr Kurynov | Tommy Kono       | Gyözö Veres          |
| – 82.5 kg | Ireneusz Paliński | James George     | Jan Bochenek         |
| – 90 kg   | Arkadi Vorobyev   | Trofim Lomakin   | Louis Martin         |
| + 90 kg   | Iuri Vlàssov      | James Bradford   | Norbert Schemansky   |

## Medaller
| Posició | País           | Or | Argent | Bronze | Total |
| 1       | Unió Soviètica | 5  | 1      | 0      | 6     |
| 2       | Estats Units   | 1  | 4      | 1      | 6     |
| 3       | Polònia        | 1  | 0      | 1      | 2     |
| 4       | Japó           | 0  | 1      | 0      | 1     |
| 4       | Singapur       | 0  | 1      | 0      | 1     |
| 6       | Hongria        | 0  | 0      | 1      | 1     |
| 6       | Iran           | 0  | 0      | 1      | 1     |
| 6       | Iraq           | 0  | 0      | 1      | 1     |
| 6       | Itàlia         | 0  | 0      | 1      | 1     |
| 6       | Regne Unit     | 0  | 0      | 1      | 1     |